# Бааль, Людовик
Людовик Бааль (фр. Ludovic Baal, род. 24 мая 1986 года, Кайенна, Французская Гвиана) — французский футболист, защитник. Выступал за французские клубы и сборную Французской Гвианы.

## Клубная карьера
Воспитанник футбольного клуба «Ле-Ман». В начале сезона 2007/08 Бааль перешёл во взрослый состав клуба. Дебютировал в стартовом составе 19 января 2008 года в матче против «Бордо». Свой первый профессиональный гол Бааль забил 17 мая 2008 года в матче против «Мец», где он на 75-й минуте заменил Антони Ле Таллека. В целом, в своём дебютном сезоне Бааль показал неплохое выступление, гарантировавшее ему место в основном составе на следующий сезон. За период выступлений в «Ле-Мане» Бааль запомнился как первый футболист, забивший гол в новом домашнем стадионе «Ле-Мана» ММАрена, открытие которого состоялось 29 января 2011 года. В этот день прошли торжественные мероприятия на стадионе, концертная программа и футбольный матч 21 тура Лиги 2 «Ле-Ман» — «Аяччо». Со счётом 3:0 победу одержали хозяева поля. На матче присутствовало 24 375 зрителей, а также присутствовал премьер-министр Франции Франсуа Фийон. В общей сложности, Бааль провёл в «Ле-Мане» четыре сезона, в общей сумме в Лиге 1 и Лиге 2 сыграл 102 матча и забил три мяча.
7 июня 2011 года Бааль перешёл в «Ланс» в качестве свободного агента, подписав с клубом четырёхлетний контракт. За Бааля также боролись такие клубы, как афинский АЕК, бременский «Вердер», французские «Лилль» и «Монпелье». В клубе Бааль дебютировал 22 июля в матче Кубка французской лиги против «Клермона», в этом же матче Бааль забил свой первый гол в «Лансе». В Лиге 2 Бааль дебютировал 30 июля в матче против «Реймс». В общей сложности, Бааль провёл в «Лансе» четыре сезона, сыграл 130 матчей в Лиге 1 и Лиге 2, и забил два мяча.
12 июня 2015 года Бааль подписал трёхлетний контракт с «Ренн». Дебютировал в клубе 8 августа 2015 года в матче против «Бастии», где отличился результативной передачей на Джованни Сио.

## Международная карьера
Впервые за национальную сборную Французской Гвианы Бааль сыграл в товарищеском матче против сборной Суринама. В октябре 2012 года Бааль был вызван в сборную для участия в матчах Карибского кубка. Первый матч в рамках кубка Бааль сыграл против сборной Тринидада и Тобаго. Свой первый гол за сборную Бааль забил через два дня в матче против сборной Ангильи.

## Статистика выступлений
| Клуб             | Лига             | Сезон            | Чемпионат | Чемпионат | Кубок страны | Кубок страны | Кубок лиги | Кубок лиги | Итого | Итого |
| Клуб             | Лига             | Сезон            | Игры      | Голы      | Игры         | Голы         | Игры       | Голы       | Игры  | Голы  |
| ---------------- | ---------------- | ---------------- | --------- | --------- | ------------ | ------------ | ---------- | ---------- | ----- | ----- |
| Ле-Ман           | Лига 1           | 2007/08          | 12        | 1         | 0            | 0            | 2          | 0          | 14    | 1     |
| Ле-Ман           | Лига 1           | 2008/09          | 15        | 0         | 0            | 0            | 1          | 0          | 16    | 0     |
| Ле-Ман           | Лига 1           | 2009/10          | 38        | 0         | 1            | 0            | 1          | 0          | 40    | 0     |
| Ле-Ман           | Лига 2           | 2010/11          | 37        | 2         | 3            | 0            | 1          | 0          | 41    | 2     |
| Ле-Ман           | Итого            | Итого            | 102       | 3         | 4            | 0            | 5          | 0          | 111   | 3     |
| Ланс             | Лига 2           | 2011/12          | 33        | 1         | 1            | 0            | 4          | 1          | 38    | 2     |
| Ланс             | Лига 2           | 2012/13          | 33        | 0         | 4            | 0            | 1          | 0          | 38    | 0     |
| Ланс             | Лига 2           | 2013/14          | 37        | 1         | 2            | 0            | 2          | 0          | 41    | 1     |
| Ланс             | Лига 2           | 2014/15          | 27        | 0         | 1            | 0            | 0          | 0          | 28    | 0     |
| Ланс             | Итого            | Итого            | 130       | 2         | 8            | 0            | 7          | 1          | 145   | 3     |
| Ренн             | Лига 1           | 2015/16          | 22        | 0         | 0            | 0            | 1          | 0          | 23    | 0     |
| Ренн             | Лига 1           | 2016/17          | 33        | 0         | 1            | 0            | 1          | 0          | 35    | 0     |
| Ренн             | Итого            | Итого            | 55        | 0         | 1            | 0            | 2          | 0          | 58    | 0     |
| Всего за карьеру | Всего за карьеру | Всего за карьеру | 287       | 5         | 13           | 0            | 14         | 1          | 314   | 6     |

## Достижения
«Ланс»
- Вице-чемпион Лиги 2: 2013/14

 «Ренн»
- Обладатель Кубка Франции: 2018/19